# Nexus 7
De Nexus 7 is een tablet-pc van het Amerikaanse bedrijf Google. De 7 inch-tablet wordt geproduceerd door Asus. Het is de eerste tablet in de Nexus-serie, die een jaar later een opvolger heeft gekregen.
De Nexus 7 is een media tablet, waarbij Google poogt zo veel mogelijk media via de eigen Google Play Store te verkopen. De tablet is, zoals Google het zelf omschrijft, Made for Google Play.

## Concurrentie
Google wil met de Nexus 7 de concurrentie aangaan met zeer populaire media tablets als de Kindle Fire van Amazon, de BlackBerry PlayBook, de Nook Tablet van Barnes & Noble en vooral de Apple iPad Mini, vanwege het feit dat Apple een van de grootste concurrenten van Google is, waarbij vooral het besturingssysteem verschilt.

## Geschiedenis
Google presenteerde de Nexus 7 op 27 juni 2012 op de I/O Conference in San Francisco. Een maand ervoor waren er al enkele details van de Nexus 7 uitgelekt, waaronder het 7 inch-formaat, de producent (Asus) en de Tegra 3-processor. In december 2011 liet Google-topman Eric Schmidt al doorschemeren dat Google binnen korte tijd een tablet op de markt zou gaan brengen om de concurrentie aan te gaan met onder andere Amazon en Apple.
In 2012 is de Nexus 7 4,6 miljoen keer wereldwijd verkocht.
Op 27 mei verscheen een Nexus 7 met Android 4.3 Jelly Bean op de website van Bluetooth SIG, wat zou duiden op een opvolger van de tablet. Deze kwam er ook op 24 juni 2013, toen Google de tweede generatie van de Nexus 7 onthulde, samen met Android 4.3. Deze versie heeft o.a. een beter scherm, een camera aan de achterkant en een variant met 3G/4G-connectie.

## Hardware
De Nexus 7 is gebaseerd op een eerder tablet-model van Asus, de MeMO ME370T. De Nexus 7 heeft een 7 inch scherm van 1280 x 800 pixels. Het scherm is krasbestendig en stevig. De Nexus 7 beschikt over één camera aan de voorkant met een resolutie van 1,2 megapixels. Met zijn quadcoreprocessor van  1,3 gigahertz en de 1 gigabyte werkgeheugen is deze Nexus dan ook de grootste concurrent van de iPad en de iPad Mini. Er waren eerst twee modellen beschikbaar, een van 8 gigabyte intern geheugen en een van 16 gigabyte, maar nu is alleen nog maar het 32 gigabyte model te koop (dezelfde prijs als het 16 gigabyte-model eerst was). In tegenstelling tot de iPad is er nog geen 4G-model van de Nexus 7 (een 3G-versie is wel beschikbaar). De tablet is licht in vergelijking met andere tablets: hij weegt slechts 340 gram.
Met een capaciteit van 4325mAh is de batterij vergelijkbaar met die van de iPad. Deze Nexus heeft een micro-USB-ingang en beschikt over bluetooth en wifi b/g/n. De Nexus 7 bevat geen HDMI-poort en geen eenvoudige methode om SD-kaarten in het apparaat te laden.

## Software
De Nexus 7 maakt deel uit van de Nexus-lijn van Google. Dit betekent dat de tablet als eerste updates van het besturingssysteem zal ontvangen. Dit in tegenstelling tot veel andere Android-producten, waar fabrikanten een aanpassing van het besturingssysteem leveren dat door de fabrikant zelf geschreven is.

## Tweede generatie
De tweede generatie van de Nexus 7 is op een aantal vlakken gelijk aan zijn voorganger. Zo hebben ze allebei een 7 inch groot touchscreen gemaakt van IPS-LCD dat wordt beschermd door een laag Gorilla Glass. De resolutie van de nieuwere versie is echter hoger met 1920 x 1200 pixels, wat uitkomt op 323 pixels per inch in vergelijking tot 216 ppi met zijn voorganger. Ook is de processor wat sneller: van 1,2 naar 1,5 GHz. De tweede versie komt uit in drie varianten: één met 16 GB, één met 32 GB en 3G/4G-connectie en één met 32 GB zonder 3G/4G-connectie. De nieuwe variant is daarentegen erg dun met 7,6 mm en weegt 290 gram. 
Tegelijkertijd met de Nexus 7 is ook een nieuwe versie van Android geïntroduceerd, Android 4.3. Deze versie biedt o.a.:
- De gebruikerservaring is verbeterd.
- Een optie om strengere profielen aan te maken (alleen beschikbaar op tablets).
- Google Talk wordt definitief vervangen door Hangouts.
- Googles eigen notitieapplicatie, Google Keep, wordt nu standaard geleverd.
- OpenGL ES 3.0 is ondersteund.
- Google Play Games, een applicatie die laat zien wat je vrienden aan het spelen zijn (zoals de Game Center in iOS).
- Ook wordt er een patch uitgebracht voor een gevaarlijk lek dat al bestond sinds Android 1.6.